# أليكسيس نور
أليكسيس نور (ولد باسم أليكسي فاسيل نور، ويعرف أيضًا باسم أليكسي نور؛ 1877-1940) صحفي وناشط وكاتب مقالات روماني وُلد في بيسارابيا، واشتهر بدفاعه عن اتحاد رومانيا وبيسارابيا، وانتقاده للإمبراطورية الروسية، وأيضًا بسبب تعاملاته السياسية المثيرة للجدل. متأرجحًا بين الاشتراكية والقومية الروسية، اشتهر كمؤسس لصحيفة «فياتسا باسارابيي» (حياة بيسارابيا). في نهاية المطاف، انضم نور إلى الشكل اليساري للقومية الثقافية في رومانيا، والمعروفة باسم البوبورانيسم، وعمل مراسلًا للمجلة البوبورانية «فياتسا رومانياسكا» لفترة طويلة. بعد أن أعلن عن صراعه مع السلطات الروسية، استقر في مملكة رومانيا، حيث انضم علانيةً إلى مجموعة «فياستا رومانياسكا».
ثار نور، خلال الحرب العالمية الأولى، ضد أي تحالف عسكري بين رومانيا وروسيا. برز بين محبي ألمانيا والداعمين المحليين للقوى المركزية، عندما دعا إلى هجوم عسكري على بيسارابيا وطالب بضم ترانسنيستريا. غطى على هذا الموقف القتالي لاحقًا الكشف عن أن نور كان يتجسس لصالح جهاز الاستخبارات الروسي، الأوخرانا.
حاز نور الذي كان ما يزال نشطًا كاشتراكي مستقل في رومانيا الكبرى، على شهرة إضافية كداعم لحقوق الإنسان وإصلاح الأراضي وحقوق المرأة وتحرير اليهود. ظهر نور أيضًا كروائي خلال العقد الأخير من حياته، ولكنه لم يحقق نجاحًا كبيرًا.  تلقى المجتمع الأكاديمي مساهماته اللاحقة كخبير في منطقة تراقية بتشكيك.

## السيرة الذاتية

### النشاطات الأولى
وُلِد الصحفي المستقبلي في بيسارابيا التي كانت تحت الحكم الروسي (محافظة بيسارابيا)، وكان عضوًا في النخبة الثقافية الرومانية العرقية، وذكرت لتقارير أنه تخرج من الكلية اللاهوتية في كيشيناو التابعة للكنيسة الأرثوذكسية الرومانية في بيسارابيا. ووفقًا لمصادر أخرى، قضى سنواته الأولى في كييف وتخرج من كلية بافلو غالاغان. استكمل نور دراسته في مناطق أخرى من الإمبراطورية الروسية، حيث أصبح شخصية معروفة لأولئك الذين عارضوا الاستبداد القيصري، وتبادل الأفكار مع الشباب الراديكالي من مختلف الخلفيات العرقية. ومن المعروف أنه درس الفيلولوجيا (فقه اللغة) في جامعة كييف، حيث انضم إلى الحزب الاشتراكي الثوري السري(أيسر)، وربما تسلل إلى صفوفه من خلال الأوخرانا.
أصبح نور، منذ عام 1903، محررًا في «بيسارابسكايا جيزن»، وهي أول صحيفة ديمقراطية في بيسارابيا. كان نور ما يزال في بيسارابيا خلال الثورة الروسية عام 1905، ولكنه كان غائبًا بشكل غامض عن الاحتجاجات التالية التي قام بها الرومانيون المحليون (أو، حسب المراجع المعاصرة، «المولدوفيون»). وفقًا لأونيسيفور غيبو (الذي كان بدوره محللًا للحياة في بيسارابيا)، فقد فاتت نور فرصة تأسيس «حركة وحدوية» رومانية-مولدوفية-بيسارابية، وعاش «حياة غامضة» و «لم يعطي أي تلميح صغير أنه ما يزال على قيد الحياة، حتى عام 1918». في الواقع، انضم نور إلى قسم محلي من الحزب الديمقراطي الدستوري (الكاديت)، القوة الأساسية في الليبرالية الروسية. كما يقيّم أحد المؤرخين، فقد كان هذا خيار شخص متمرد: «أ. نور لم يعتبر نفسه لا اشتراكيًا ولا قوميًا».
خلال فترة ما بعد الثورة من الإصلاحات والتنازلات، عندما أصبحت بيسارابسكايا زهين صحيفة تابعة لكاديت، كان نور نفسه عضوًا في مكتب الكاديت في بيسارابيا، والمساعد الخاص لزعيم الحزب الإقليمي ليوبولد سيتسينسكي. مع ذلك، سرعان ما طرد نور من الحزب الديمقراطي الدستوري (على ما يبدو، لأنه قام بالاستيلاء على بعض أموال الحزب) وبدأ يتردد على الأندية السياسية للقوميين الرومانيين.
في عام 1906، انضم نور إلى صحيفة «باسارابيا»، وهي صحيفة باللغة الرومانية للرومان الإثنيين في المنطقة الذين يهتمون بالشؤون السياسية في المنطقة، وسرعان ما أغلقت بسبب الرقابة الإمبراطورية الروسية. وكان المجلة الدورية قصيرة الأجل، التي مولها متعاطفون من مملكة رومانيا (بما في ذلك السياسي يوجينيو كارادا)، تفرض غطاءً على قضية تحرير الرومان والأخوة عبر الحدود، بما يتجاوز ما كان يعتزم النظام في عام 1905 السماح به.
في مقالته الأولى للمجلة، اقترح أليكسيس نور أن الحركة الإقليمية من أجل التحرير الوطني ما تزال تفتقر إلى مجموعة من الزعماء الفكريين، أو «الأبناء المنتخبين»، القادرين على تشكيل كتلة واحدة رومانية في مجلس الدوما الروسي. على الرغم من وجود مثل هذه العراقيل وانتشار الأمية المستمر، اعتبر نور أن الرومانيين في بيسارابيا كانوا أكثر ارتباطًا بالمثل الوطني، ولديهم دوافع سياسية أكثر من أشقائهم في رومانيا الأصلية. وكانت مقالات نور الأخرى في صحيفة «باسارابيا» بمثابة دفاعات قوية موجهة لبافل كروشيفان، نصير القومية الروسية المتطرفة الذي كان يُعتقد أنه من أصل روماني.

### صحيفة فياتسا باسارابيي وانتخابات عام 1907
في العام التالي، في أبريل، أطلق أليكسيس نور نفسه المجلة الأسبوعية السياسية «فياتسا باسارابيي» ورعاها وعمل في تحريرها، والتي تميزت برفضها الأبجدية السيريلية الرومانية التقليدية لصالح الأبجدية اللاتينية، هادفًا بذلك لجعلها متاحة للقراء في مملكة رومانيا؛ وتم توفير إصدار مختصر منها للجمهور كملحق للقراء البيسارابيين فقط. وفقًا لصديقه وزميله بيترو كازاكو، كان على نور طلب الخط الطباعي اللاتيني في بوخارست، واستخدم لغة مشفرة ليكون متقدمًا بخطوة على السلطات الروسية.
فيما بعد، حسبما أكد الناشط الروماني البيسارابي بان هاليبا (مؤسس مجلة تحمل الاسم نفسه في عام 1932)، حاول سلفه نور تقليد برنامج «بيسارابيا» للتعليم الشعبي باللغة الرومانية، بهدف التحرر العرقي.
بصفته رئيس تحرير، استخدم الشاعر الألكسي ماتيفيتشي، وأعاد نشر مقتطفات من الأعمال الأدبية الكلاسيكية للأدب الروماني. انضم نور إلى غيورغه ف. مادان، ناشر جريدة «مولدوفانول»، في افتتاح مطبعة الكنيسة الأرثوذكسية في كيشيناو، التي بدأت بنشر «سفر مزامير بيسارابي» في ربيع عام 1907.
مثلت جريدة نور «فياتسا باسارابيي» الجانب القانوني من حركة تحرير بيسارابيا، مما أثار غضب القوميين الرومانيين الأكثر تطرفًا. يقول كازاكو متذكرًا: «على الرغم من أن الأجواء كانت معتدلةً، لكنها كانت مشحونة جدًا، والصعوبات كانت كبيرة، وكانت الهجمات من اليمين واليسار لا ترحم، لذلك استسلمت المجلة بعد فترة وجيزة، ولكن ليس قبل أن يكون لها تأثيرها في إيقاظ الحس الوطني، حتى بين المولدافيين في أجزاء مختلفة من روسيا، وفي القوقاز وسيبيريا». اتهم مؤرخ قومي اسمه نيكولاي يورغا نور بتشجيع «الأخوة الطبقية» بين الروس والرومانيين في بيسارابيا، مستشهدًا برفض نور الصريح للثورة الروسية. وجمع نور تعليقات سلبية أخرى من يورغا عندما بدأ بكتابة ملاحظات بيسارابية في الصحيفة الرومانية اليومية «أديفارول»، التي كانت مالكوها يهود. وعلق يورغا، المعادي للسامية قائلًا: «يثبت لنا السيد أليكس نور في كيشيناو الآن أن صحيفته الجديدة لن تكون صحيفة مناصرة للسامية». وفقًا ليورغا، أصبح لدى نور سبب كي «يشعر بالأسف» حول التعاون مع أديفارول.
وُصفت صحيفة فياتسا باسارابي أيضًا أنها إحدى الصحف التي تهدف إلى نشر البرنامج الديمقراطي الدستوري داخل محافظة بيسارابيا، ولكنها لم تستمر إلا حتى 25 مايو 1907 فقط، حيث نشرت ستة أعداد بالمجمل. وحسب التقارير، فقد أُنهيت بأمر من السلطات الروسية، بعد أن حدث صدام بين الخط التحريري الذي اتبعه نور نفسه والأجهزة الرقابية. وفقًا لكازاكو، فإن انتخابات الدوما الثانية كانت كارثية بالنسبة للمفكرين «المولدافيين»، الذين لم يكن لديهم صحيفة خاصة بهم وكانوا في حالة «يأس». وقد أجرى الانتخابات في بيسارابيا اتحاد كروشيفان للشعب الروسي (إس آر إن) -اليميني المتطرف والمؤيد للقيصر، والروماني الأرستقراطي ذي وجهات النظر المعتدلة ديميتري كروبينسكي.
في ذلك الوقت، كان نور قد أصبح أيضًا مراسلًا إقليميًا لمجلة فياتسا رومانيسكا، وهي مجلة نشرها مجموعة من الكتاب والنشطاء اليساريين في مملكة رومانيا، يطلق عليهن اسم البروبانستيون. منذ عام 1907 إلى 1914، كان عموده «رسائل من بيسارابيا» المصدر الرئيسي للأخبار البيسارابية بالنسبة للصحف على الجانب الآخر من الحدود الروسية. كان مصدر أخبار للرومانيين بشكل رئيسي عن الحالة الذهنية والأجواء السياسية في بيسارابيا بعد الانتخابات الروسية. في البداية، تصف هذه الرسائل بيسارابيا في عام 1907 بحزن كبير كمكان «لا يحدث فيه شيء» بالمقارنة مع رومانيا ذات التوجه السياسي، حيث أن ثورة فلاحي رومانيا على ما يبدو زادت من تطرف الرأي العام. تتحدث بقلق عن أن جمعية الدراسات المولدوفية الرسمية لم تكن نشطة على مدى عام كامل، وتستنتج أن إنشائها كان دعابة حكومية؛ من ناحية ثانية، اعترف نور أيضًا بأن الأحداث الدامية في رومانيا في عام 1907 كانت غير مقبولة بالنسبة للمواطن العادي في بيسارابيا.
شكك نور أيضًا بالحس القومي للنخبة المالكة للأراضي في بيسارابيا، التي اندمجت إلى حد كبير في طبقة النبلاء الروس وخدمت مصالح الإمبراطورية. كانت الطبقات المتعلمة في المنطقة ذات تعليم روسي، وغالبًا ذات توجه روسي، ولذلك فقدت المفتاح الذي سيحرر روح الفلاح. مع ذلك، في ديسمبر 1908، تحدث بحماسة عن أن رجال الدين الأرثوذكس في بيسارابيا حافظوا على استخدام اللغة الرومانية («المولدوفية») في مدارسهم الدينية وصحفهم. وأشار نور إلى أن هذا الإجراء منح اللغة العامية الصفة الرسمية، بما يتماشى مع برنامج أعمال صحيفته «فياتسا باسارابيي».
أثارت «رسائل نور من بيسارابيا» غضب الأساقفة الروسيين للكنيسة الأرثوذكسية. وأدرجه سيرافيم تشيتشاغوف، رئيس أساقفة كيشيناو، ضمن قائمة «أسوأ أعداء الكنيسة»، لكنه لاحظ أن قومية نور الرومانية تمكنت من التأثير على 20 كاهنًا بيسارابي.